# Wiktor Stasiak
Wiktor Stasiak (ur. 30 listopada 1961 w Trześni) – polski polityk i urzędnik samorządowy. Senator II kadencji w latach 1991–1993, w latach 1997–1998 wojewoda tarnobrzeski (ostatni pełniący tę funkcję), w latach 1999–2002 wicemarszałek województwa podkarpackiego, w latach 2002–2010 wiceprezydent Tarnobrzega.

## Życiorys
Syn Stanisława. Ukończył technikum chemiczne w Tarnobrzegu. Został również absolwentem socjologii w filii Katolickiego Uniwersytetu Lubelskiego w Stalowej Woli.
W 1981 podjął pracę w Kopalniach i Zakładach Przetwórczych Siarki „Siarkopol”. W latach 1982–1984 odbywał zasadniczą służbę wojskową. W trakcie kampanii przez wyborami parlamentarnymi w 1989 pełnił funkcję zastępcy komisarza wyborczego w komitecie wyborczym powołanym przez regionalny Komitet Obywatelski w Sandomierzu. Od 1989 członek tymczasowego zarządu regionu NSZZ „Solidarności” w Stalowej Woli. Od października 1989 do czerwca 1991 był członkiem zarządu Regionu Ziemia Sandomierska. Został delegatem na III Krajowy Zjazd Delegatów NSZZ „Solidarność”. Od kwietnia 1990 był delegatem pełnomocnika rządu ds. reformy samorządu terytorialnego w Tarnobrzegu.
W wyborach parlamentarnych w 1991 z ramienia NSZZ „Solidarność” kandydował do Senatu z okręgu tarnobrzeskiego. Uzyskał mandat senatora, zdobywając 38 542 głosy. W Senacie II kadencji zasiadał w Komisji Gospodarki Narodowej oraz Komisji Samorządu Terytorialnego i Administracji Państwowej. W wyborach parlamentarnych w 1993 z tego samego okręgu (i ponownie z listy NSZZ „Solidarność”) bezskutecznie ubiegał się o reelekcję, otrzymał wtedy 50 566 głosów. Od 1997 do 1998 był ostatnim w historii województwa wojewodą tarnobrzeskim.
W wyborach samorządowych w 1998, startując z ramienia Akcji Wyborczej Solidarność, uzyskał mandat radnego Sejmiku Województwa Podkarpackiego I kadencji. W 1999 objął stanowisko wicemarszałka w nowo powołanym zarządzie województwa. W wyborach samorządowych w 2002 jako kandydat KWW Podkarpacie Razem zdobył 4899 głosów, co zapewniło mu reelekcję do sejmiku II kadencji. Wkrótce zrzekł się jednak mandatu radnego w związku z pełnieniem funkcji wiceprezydenta Tarnobrzega, którą wykonywał od 2002 do 2010. Stanowisko przestał pełnić po odejściu z funkcji prezydenta miasta Jana Dziubińskiego. Dopatrzono się nieścisłości w jego oświadczeniu majątkowym, w 2007 sąd umorzył warunkowo postępowanie, orzekając tysiąc złotych na cele społeczne. Podczas powodzi w 2010 kierował Miejskim Zespołem Zarządzania Kryzysowego w Tarnobrzegu. Podczas wyborów samorządowych w 2010 był pełnomocnikiem wyborczym KWW Tarnobrzeskiego Porozumienia Prawicy.
W grudniu 2013 został pełniącym obowiązki dyrektora Wojewódzkiego Szpitala im. Zofii z Zamoyskich Tarnowskiej w Tarnobrzegu. W marcu 2014, po wcześniejszym wygraniu konkursu, objął funkcję dyrektora szpitala. W wyborach samorządowych w 2014 ubiegał się bezskutecznie o stanowisko prezydenta Tarnobrzega (otrzymał poparcie od Prawa i Sprawiedliwości). W I turze zdobył 4557 głosów, uzyskał w tych samym wyborach mandat radnego miejskiego. Przed II turą poparł kandydaturę bezpartyjnego Grzegorza Kiełba. W Radzie Miasta Tarnobrzega VII kadencji objął funkcję wiceprzewodniczącego komisji rewizyjnej. W 2018 nie ubiegał się o reelekcję w wyborach samorządowych.
W czerwcu 2021 złożył rezygnację z kierowania tarnobrzeskim szpitalem wojewódzkim. Powołany na członka zarządu do spraw operacyjnych w Zakładach Chemicznych „Siarkopol” Tarnobrzeg, w czerwcu 2022 został prezesem zarządu tego przedsiębiorstwa; kierował nim do 2024.
Został też członkiem Rady Państwowej Uczelni Zawodowej im. prof. Stanisława Tarnowskiego w Tarnobrzegu na kadencję 2021–2024. W 2024 wystartował ponownie z listy PiS do sejmiku.

## Odznaczenia i wyróżnienia
- Srebrna Odznaka Honorowa Podkarpackiego Stowarzyszenia Samorządów Terytorialnych[27]
- Odznaka Honorowa za Zasługi dla Związku Sybiraków (2010)[28]
- Odznaczenie „Za Zasługi dla Polskiego Związku Działkowców” (2008)[29]
- Zasłużony Tarnobrzeżanin (2019)[30]

## Życie prywatne
Żonaty z Urszulą. Ma syna Karola (ur. 1991).